# Massacres na Renânia

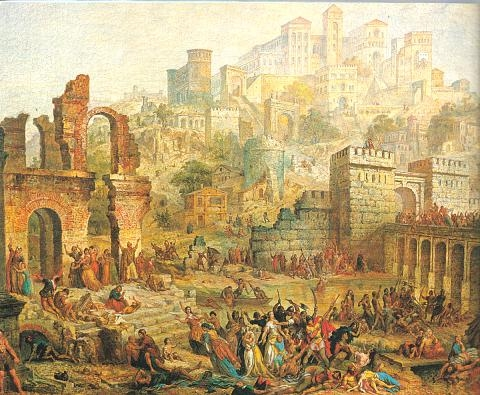
Massacre dos judeus de Metz durante a Primeira Cruzada, pelo pintor do século XIX Auguste Migette

Os massacres da Renânia, também conhecidos como Cruzada Alemã de 1096 ou Gzerot Tatnó (em hebraico: גזרות תתנ"ו, "Éditos de 4856"), foram uma série de assassinatos em massa de judeus perpetrados por multidões de cristãos franceses e alemães da Cruzada Popular no ano de 1096 (4856 no calendário hebraico). Estes massacres são frequentemente vistos como o primeiro de uma sequência de eventos antissemitas na Europa que culminaram no Holocausto.
Os líderes proeminentes dos cruzados envolvidos nos massacres incluíam Pedro, o Eremita, e especialmente o Conde Emicho. Como parte desta perseguição, a destruição das comunidades judaicas em Speyer, Worms e Mainz foi notada como Hurban Shum (Destruição de Shum). Essas foram novas perseguições aos judeus, nas quais cruzados camponeses da França e da Alemanha atacaram comunidades judaicas. Vários historiadores referiram-se à violência como pogroms.